# Barra de Navidad (Jalisco)
Barra de Navidad o Puerto de la Navidad es una localidad ubicada en el estado mexicano de Jalisco. Fue un astillero español ubicado en el hoy municipio de Cihuatlán, Jalisco (México), en la época de la conquista y de las primeras exploraciones españolas hacia el Mar del Sur. Del Puerto de Navidad o Astillero de Navidad partieron muchas expediciones españolas hacia el Pacífico norte y rumbo a Las Filipinas. En la actualidad la población es más moderna. Existen bares y clubes nocturnos que conviven con legados históricos y casas antiguas del tiempo de la colonia. La población se dedica principalmente al turismo. Como en todas las comunidades costeras, la pesca forma parte integral de la supervivencia de sus habitantes. En la región se puede obtener calamar, almeja, pulpo, langosta, camarón, pez dorado, pez vela y otros peces. Enfrente del poblado se encuentra el complejo turístico de Isla Navidad. 

## Historia
El 25 de diciembre de 1540 desembarcó en este puerto el virrey Don Antonio de Mendoza, que zarpó desde el puerto de Acapulco, acompañado de un grupo de soldados con quienes intentó sofocar una rebelión en el antiguo reino de la Nueva Galicia, en lo que actualmente es parte del estado de Jalisco. Fue debido a la fecha de este desembarco, que la localidad tomó el nombre de Puerto de Navidad, siendo su fundador formal el capitán don Francisco de Híjar. Por otro lado, existen también datos que confirman que en este sitio, se fabricaron algunas de las embarcaciones que se utilizaron durante las exploraciones de la península de la Baja California durante la colonia española, cuando este Puerto funcionaba como punto de partida hacia las capitanía general de Filipinas (actual Filipinas). Siendo por esa misma razón, tal y como le sucedió a otros puertos y apostaderos de la época como Guayaquil (Ecuador) o Acajutla (El Salvador) que Barra de Navidad se convirtió también en el blanco de los constantes ataques de los piratas Posteriormente y con el paso de los años, la importancia de Barra de Navidad fue desplazada cuando Acapulco adquirió mayor relevancia como puerto estratégico, debido a la mayor cercanía que este puerto tenía con la capital de la Nueva España.
En los siglos XVI y XVII, la desembocadura del río Cihuatlán-Marabasco era uno de los pocos asentamientos costeros fundados por los españoles. Su punto primordial, un astillero donde se construían barcos con maderas preciosas, que aún se producen en las serranías de Jalisco y Colima. 
De Barra de Navidad partió la flota expedicionaria al mando del adelantado español Don Miguel López de Legazpi y de Fray Andrés de Urdaneta hacia el Lejano Oriente en busca de las Islas del Poniente, que habían sido descubiertas por Fernando de Magallanes. La famosa Nao de China o Galeón de Manila partía desde aquí. Para recordar dichas expediciones la calle principal del pueblo lleva el nombre de Miguel López de Legazpi. mientras que la Marina de México realizó en la década de los años 40 una expedición a las Filipinas. Se mantiene una insignia en la plaza principal de la localidad ubicada en la zona hotelera.
Del mismo puerto zarpó la expedición naval del capitán Juan Rodríguez Cabrillo en su viaje de exploración hacia el Pacífico norte, viaje en el que murió el capitán y explorador Cabrillo como resultado de una gresca que tuvo con los indios californios. Ese viaje culminó en el descubrimiento de las costas del hoy estado de California (EE. UU.)

## Hermanamientos
- La Placita (Michoacán), México (2012)[5]